# Radiografías (película)
 Radiografías  es una película filmada en colores de Argentina dirigida por Marcos Madanes según su propio guion sobre el cuento La cosecha de Ezequiel Martínez Estrada que se estrenó el 28 de octubre de 1970 en el Auditorio Kraft. Tuvo el título alternativo de Las invasiones.

## Sinopsis
El filme está compuesto por dos películas independientes: Martínez Estrada y su tiempo, filme de montaje con documentales de hechos sucedidos entre las décadas de 1920 y 1970, y La cosecha sobre la denuncia de los excesos de la burocracia y el perjuicio para el trabajo del chacarero.

## Comentarios
Análisis escribió:

”Se singulariza por la falta de convicción, nutrida en la reiterada distensión de los obstáculos que traban al protagonista, y en el esquematismo con que se asumen y resuelven factores del contexto familiar y ambiental…Compilación chata, a partir de un material (imágenes) y texto digna de mejor destino…El corto es más interesante que el largo.”